# Dominique Langevin
Dominique Anne-Marie Langevin, geborene Cruchon, (* 24. Juli 1947 in Angoulême) ist eine französische Physikerin.

## Leben
Dominique Langevin studierte an der École normale supérieure (ENS) in Paris und promovierte bei Marie-Anne Bouchiat an der Universität Paris VI und der ENS. Damals entwickelte sie Methoden der Untersuchung von Lichtstreuung an Flüssigkeitsoberflächen. Ihre Dissertation befasste sich speziell mit der Oberfläche von Flüssigkristallen (Bestimmung der Winkelorientierung der Moleküle auf der Oberfläche) und sie trug zur Aufklärung der bis dahin vernachlässigten Frequenzabhängigkeit der viskoelastischen Koeffizienten bei. Als Post-Doktorandin war sie 1976/77 bei Pierre Gilles de Gennes am Collège de France. Dort wies sie mit anderen nach, dass die geringe Oberflächenspannung in Mikroemulsionen in Öl oder Wasser auf eine einmolekulare Schicht der Surfactants zurückzuführen war. Das führte zur Untersuchung des Flüssigkeitsbenetzungs-Übergangs (wetting transition) und der Perkolation in Öl-Mikroemulsionen. Sie gründete in den 1970er Jahren eine Forschungsgruppe für Flüssigkeitsgrenzflächen und -oberflächen und Surfactants an der ENS. 1969 bis 1976 und 1977 bis 1988 war sie am Laboratoire de Spectroscopie Hertzienne der ENS (heute Labor Kastler Brossel) und 1988 bis 1994 war sie am Labor für statistische Physik der ENS.
In den 1990er Jahren leitete sie eine Gruppe Films de tensioactifs flexibles. 1992/93 war sie Präsidentin der European Colloid & Interface Society (ECIS). 1994 bis 1997 war sie Direktorin des Centre de Recherche Paul Pascal in Bordeaux, einem Forschungsinstitut mit Schwerpunkt Kolloidwissenschaft, wo sie eine Gruppe für Flüssigkeiten und Oberflächen gründete. Sie ist Forschungsdirektorin des CNRS und Professorin am Labor für Festkörperphysik der Universität Paris-Süd, an dem sie seit 1998 ist.
Dominique Langevin befasste sich unter anderem mit Flüssigkristalloberflächen, Schäume, Emulsionen und Mikroemulsionen, dünne Flüssigkeitsfilme, Seifenblasen, oberflächenaktiven Substanzen (Surfactants), Polymere und Nanopartikel, Rheologie von Oberflächen bei sehr geringer Oberflächenspannung.
Sie erhielt den Grand prix der Académie des sciences (1991), die Silbermedaille des CNRS (2002), den Gentner-Kastler-Preis (2004), den Ostwald-Preis, den Kash Mittal Award, die Overbeek-Goldmedaille der European Colloid & Interface Society (2012) und den UNESCO-L’Oréal-Preis. 2006 wurde sie Ritterin der Ehrenlegion. Sie ist Mitglied der Academia Europaea (2001).
1969 heiratete sie den Mathematiker Michel Langevin. Sie hat vier Töchter.

## Schriften
- Dominique Langevin (Hrsg.): Light scattering by liquid surfaces and complementary techniques. New York: Dekker 1992.